# 択捉水道

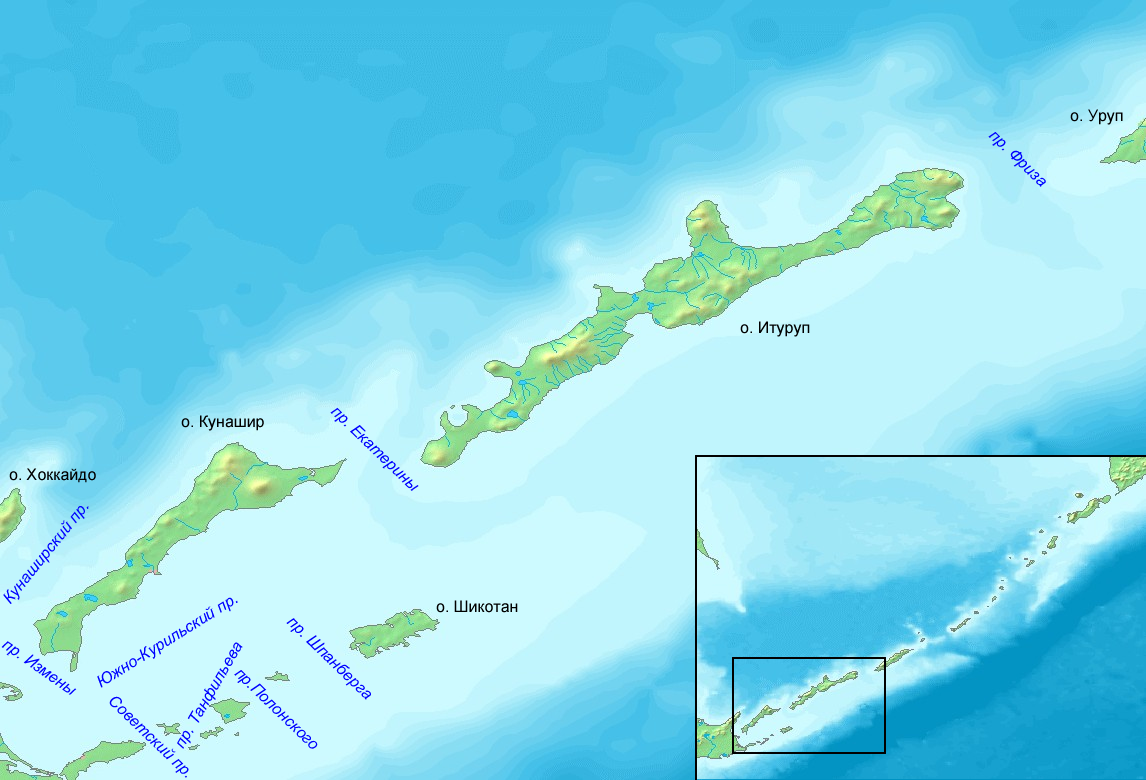
択捉水道 (пр.Фриза)

択捉水道（えとろふすいどう、又はフリース海峡, Vries Strait、ロシア語: Пролив Фриза）は、千島列島の南千島北端である択捉島と、北千島（中部千島）南端である得撫島（ウルップ島）を隔てる幅約40kmの海峡（水道）である。
1643年、オランダ人の地理学者マルチン・ゲルリッツエン・フリースがヨーロッパ人として初めてこの海峡を発見し、後年フリース海峡とも呼ばれることとなった。
1855年の日露和親条約ではこの海峡を日露両国の境界と定めた。1875年の樺太・千島交換条約により北千島が日本領となり、両国の国境ではなくなった。
1945年のソ連の千島占領、ならびに1952年の日本の千島領有権放棄、1956年の日ソ共同宣言以降は、日本政府は北方領土（南千島）は「日本固有の領土」であるとして返還するよう要求しているため、日本の地図上ではこの海峡に国境線が記述されている。
水深も1,300mと深く、オホーツク海から太平洋へ出るための交通の要衝の一つである。温帯と亜寒帯との境であり、択捉島より北の島には広葉樹林が見られなくなるなど、植物学上の分布境界線（宮部線）がある。